# 霍鵬 (萬曆進士)
霍鵬（1550年—1610年），字雲程，號摶南，直隸真定府井陘縣人，明朝政治人物。

## 生平
萬曆元年（1573年）癸酉科順天府鄉試第六十四名，二十八歲中式萬曆五年（1577年）丁丑科會試第八十八名，登三甲第一百一十六名進士。初任山西潞城縣知縣，尋调长子县，丁外艰，服阕，十二年补江南句容县，升南京大理寺评事，历南京刑部湖广司主事、本部广东司郎中，十七年升卫辉府知府，开河灌田，民赖其利。萬曆十八年丁祖父霍岱忧，二十年复补汝宁府知府，二十二年十二月升陜西按察司副使、整饬肃州兵备道，撫治番夷，獲钦赏四次，二十八年历升陕西布政使司左布政使。后丁继母忧。三十一年（1603年）七月起补河南左布政使，三十三年七月升都察院右佥都御史、巡抚大同地方赞理军务，恩威并著，五年间边境安靖，三十六年九月进阶右副都御史。三十八年以母病乞休，暂准回籍，抵里而卒。

## 家族
曾祖霍朝用，曾任倉大使；祖父霍岱（1512年-1590年），字邦镇，號槐庵；父霍美資。母李氏。重庆下。